# Flora Shaw
Flora Shaw   (Woolwich, 19 de desembre de 1852 - Surrey, 25 de gener de 1929) nom abreujat de Flora Louise Shaw, va ser una escriptora i periodista anglesa. Ella (1897) va encunyar el nom de "Nigèria".

## Biografia
Nasqué al 2 Dundas Terrace, Woolwich, Londres, el seu pare era anglès, Capità (més tard Major General) George Shaw, i la seva mare era francesa, Marie Adrienne Josephine (née Desfontaines; 1826–1871), originària de Maurici.
Des de 1878 a 1886, Shaw escrigué cinc novel·les. La ideologia de Shaw era a la vegada sexualment conservadora i imperialista.
- Castle Blair: A story of youthful days (First published London, 1877)[3]
- Hector, a story (First serialized in Aunt Judy's Magazine, 1880-1881)[3]
- Phyllis Browne (First serialized in Aunt Judy's Magazine, 1881-1882)[3]
- A Sea Change (First published London, 1885)[3]
- Colonel Cheswick's Campaign (Boston, 1886).[4]

## Periodisme
Ella inicià la seva carrera l'any 1886, escrivint per a Pall Mall Gazette i el Manchester Guardian. També va escriure per al The Times.